# Bukit Selamat
Bukit Selamat är en kulle i Indonesien.   Den ligger i provinsen Aceh, i den västra delen av landet, 1 600 km nordväst om huvudstaden Jakarta. Toppen på Bukit Selamat är 79 meter över havet.
Terrängen runt Bukit Selamat är huvudsakligen platt.Runt Bukit Selamat är det ganska tätbefolkat, med 230 invånare per kvadratkilometer. Trakten runt Bukit Selamat består till största delen av jordbruksmark.